# Nanaet
Nanaet is een bestuurslaag in het regentschap Belu van de provincie Oost-Nusa Tenggara, Indonesië. Nanaet telt 936 inwoners (volkstelling 2010).